# Desa Tapos (administrativ by i Indonesien, Jawa Barat, lat -6,40, long 106,50)
Desa Tapos är en administrativ by i Indonesien.   Den ligger i provinsen Jawa Barat, i den västra delen av landet, 40 km sydväst om huvudstaden Jakarta.